# 新竹市立野球場
新竹市立中正野球場（しんちくしりつちゅうせいやきゅうじょう、繁体字中国語: 新竹市立中正棒球場、英語: Hsinchu Baseball Stadium）は、台湾新竹市北区に位置する野球場。1976年に完成されたが、2019年に解体・再建され、総額12億ニュー台湾ドルを投じて改修され、中華職業棒球聯盟の味全ドラゴンズが2022年後半シーズンより本拠地として使用する。

## 概要
当初、新竹県立王貞治野球場（しんちくけんりつおうさだはるやきゅうじょう、繁体字中国語: 新竹縣立王貞治棒球場）と命名され、王貞治は落成式と記念像の除幕式に出席した。 その後、中華民国総統の蔣介石（本名、蔣中正）が亡くなったことにより、1976年11月27日の開所式で「新竹県立中正棒球場」に変更される。1982年に新竹県から新竹市が脱離（県轄市から省轄市に昇格）した際「新竹市立中正棒球場」に変更された。2022年にスタジアムの改修が完了した後、現在の名称に変更された。
2022年7月22日より改修後のこけら落としとして、味全ドラゴンズ対富邦ガーディアンズの3連戦が行われたが、グラウンドの質や内外の設備の施工に問題があり2試合で両チームの3選手が負傷したため、CPBL会長を兼任する立法院副院長の蔡其昌は市政府との協議で同カード最終となる24日のゲーム開催を延期した。この件で新竹市長（代理）も謝罪声明を発表した。この年は当初、7月から9月にかけて8試合の開催が予定されていたが、延期された7月24日分も含めた6試合が斗六および天母に会場を変更して開催された。
2023年のワールド・ベースボール・クラシック（WBC）では、強化試合の開催が計画されていたが、改修が間に合わないことを理由に見送られた。2023年当初のCPBL年間スケジュールにおいては、当球場での開催予定は記されておらず、また、味全ドラゴンズの主球場も天母野球場とされている。